# アンリ2世・ド・モンモランシー

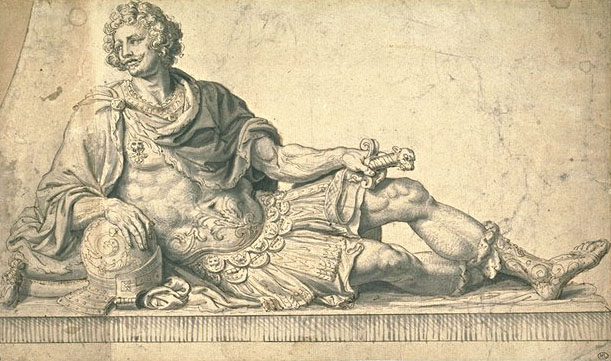
アンリ2世・ド・モンモランシーの記念像（ミシェル・アンギエ作）

アンリ2世・ド・モンモランシー（Henri II de Montmorency, 1595年4月30日 - 1632年10月30日）は、フランス貴族、軍人。第4代モンモランシー公（在位：1614年 - 1632年）。

## 生涯
アンリ2世はアンリ1世・ド・モンモランシーとルイーズ・ド・ビュドの息子としてシャンティイで生まれた。フランス王アンリ4世が代父をつとめ、常に王家から優遇されていた。その名声と人柄により、アンリ2世は幼い頃から宮廷と民衆の寵児であった。1612年までには大提督となり、1614年には父の爵位を継承し、ラングドック総督も務めた。マリー・ド・メディシスの威光により、イタリア貴族のマリア・フェリシア・オルシーニと結婚した。1620年にヌーベルフランスの副王に任命され、1625年までその職にあった。
アンリはプロテスタントからいくつかの重要な地を奪い、モントーバンとモンペリエの包囲にも参加した。1625年に内戦が再開されると、フランス王を援助するためにオランダから派遣された艦隊はフランス王の指揮下に置かれた。1625年、アンリはスービーズ公バンジャマン・ド・ロアン率いるフランスのプロテスタント艦隊を破り、レ島とオレロン島を占領したが、リシュリュー枢機卿の嫉妬により、この優位な立場を利用する手段を奪われた。
1628年から1629年にかけて、アンリは王軍の指揮をとり、ラングドックのロアン公アンリ2世の軍と戦い、ユグノーの名高い指導者であったロアン公を破った。
1630年、アンリはピエモンテにおけるスペイン人との戦争で軍事指導者として名声を得た。ヴェイッラーネの戦いにおいてピエモンテ軍を破り、フランス王の兵の先頭に立って溝を越えて突撃し、敵の将軍カルロ・ドリアを自らの手で捕らえ、敵が完全に戦場から退却するまで兵士のように戦い続けた。この勝利に続いてカザルの包囲が行われ、サルッツォが占領された。これらの功績により、その年にフランス元帥に任命された。
アンリの名声と影響力が頂点に達したとき、アンリはルイ13世の宰相リシュリュー枢機卿の反対派に加わるよう誘われた。リシュリューがアンリの影響力を抑制しようとしたため、1632年にアンリはラングドック総督としての立場を利用して、兵力と資金を集め、王弟オルレアン公ガストンの派閥に加わり、6千～7千人の軍隊を指揮した。
交渉が行われたが失敗に終わった。アンリはカステルノーダリの戦い（1632年9月1日）においてアンリ・ド・ションベール元帥と対峙し敗北した。ヴェイッラーネでの勝利に倣い、アンリは数人の騎兵を率いて王の陣営への突撃を率いた。アンリは銃弾が降り続く中、6つの歩兵隊を突破し、馬が死ぬまで多くの兵と戦った。アンリは重傷を負い、捕らえられた。
ガストンに見捨てられたアンリは、陰謀を企てる他の貴族への見せしめとして、リシュリューによって死刑に処せられた。フランス全土のあらゆる階層からアンリの助命が懇願されたが、無駄に終わった。ルイ13世が唯一行った減刑は、処刑を非公開で行うというものであった。アンリは1632年10月30日にトゥールーズの市庁舎でギロチンのような装置により斬首された（ピュイゼギュール子爵ジャックの回想録による）。モンモランシー公位は姉のコンデ公妃シャルロット＝マルグリットが継承した。